# Tetragnatha peruviana
Tetragnatha peruviana är en spindelart som beskrevs av Władysław Taczanowski 1878. Tetragnatha peruviana ingår i släktet sträckkäkspindlar, och familjen käkspindlar.
Artens utbredningsområde är Peru. Inga underarter finns listade i Catalogue of Life.